# Värdepedagogik
Värdepedagogik betecknar de processer som innebär att initiera barn och unga till värden och moral, att ge unga människor kunskaper om denna domän som har att göra med hur man är eller bör vara mot varandra, liksom färdigheter att tillämpa värden och normer på ett klokt sätt samt en beredskap eller vilja att göra så . 
Enligt Powney, Cullen, Schlapp, Johnstone och Munn  refererar värdepedagogik till alla de aspekter av den pedagogiska praktiken som innebär att lärare (eller andra vuxna) överför värden till elever. De värden som värdepedagogik vanligtvis refererar till är moraliska värden och politiska värden . Värdepedagogik omfattar både elevers moralutveckling och medborgarskap och har därigenom fokus på både individ och samhälle   definierar värdepedagogik som "den aspekt av den pedagogiska praktiken som resulterar i att moraliska eller politiska värden liksom normer, dispositioner och färdigheter som bygger på sådana värden medieras till eller utvecklas hos elever" (s. 38). 
En del forskare använder begreppet värdepedagogik ("values education") som ett slags paraplybegrepp som i sig inrymmer termer som ”moral education” och ”citizenship education”.  Taylor menar att begreppet är komplext och innefattar ett antal teman varav flera är överlappande. Dessa olika teman är mer eller mindre eller inte alls framträdande i olika länders skolors värdepedagogik på ett sätt som bl.a. avspeglar ländernas historiska och ideologiska utveckling. Exempel på teman som värdepedagogik kan inrymma i varierande grad är moral, religion, medborgarskap, demokrati, nationalitet samt det personliga och det sociala.
Det är viktigt att se att innebörden i termen värdepedagogik kan röra sig mellan två olika nivåer, nämligen att värdepedagogik refererar till (1) praktiken, det vill säga till de handlingar eller den påverkan som sker och som inryms i definitionen ovan, eller (2) kunskap om praktiken, det vill säga teorier och forskning om det som inryms i definitionen ovan. Denna nivådistinktion gäller emellertid inte enbart termen värdepedagogik utan även andra termer så som specialpedagogik och förskolepedagogik. Som kunskapsområde utgör värdepedagogik en subdisciplin till disciplinen pedagogik men har tydliga tvärvetenskapliga kopplingar till bland annat moralfilosofi eller etik, moralpsykologi, pedagogisk psykologi, politisk filosofi, sociologi, socialpsykologi, statsvetenskap med mera. 
Vidare kan en distinktion göras mellan explicit värdepedagogik och implicit värdepedagogik  . Explicit värdepedagogik associeras med de olika strategier, metoder eller program som lärare eller pedagoger använder för att skapa lärtillfällen för elever när det gäller värdefrågor. Detta är officiella eller uttalade pedagogiska praktiker. Implicit värdepedagogik däremot avser de aspekter av den pedagogiska praktiken som resulterar i att implicita värden och normer medieras (förmedlas) till eller utvecklas hos elever som en följd av lärares eller pedagogers handlingar, aktiviteter eller arrangemang, inklusive pedagogiskt material som de använder.